# 광막한 사르가소 바다
《광막한 사르가소 바다 (Wide Sargasso Sea)》는 도미니카 태생의 영국 작가 진 리스가 1966년 발표한 소설이다. 샬럿 브론테의 소설 제인 에어 (1847)에 등장하는 로체스터의 첫 결혼에 관한 소설로, 결혼 상대인 크리올계 상속인 앙투아네트 코즈웨이의 시점에서 바라보는, 제인 에어에 대한 성평등적이며 포스트식민주의적 대응이라고 할 수 있다. 앙투아네트 코즈웨이는 제인 에어에서 '다락방에 갇혀있는 미친 여자로 나온 인물이다. 앙투아네트의 이야기는 자메이카에서 보내는 어린 시절부터 그의 이름을 '버사'로 바꾸어 버리고, 그녀를 미친 사람 취급하여 영국으로 데리고 가는' 어떤 영국 남성과의 불만족스러운 결혼 생활에 대한 내용이다. 앙투아네트는 억압적인 가부장제 사회에 갇혀 유럽과 자메이카중 어느 곳에도 속하지 않는다. 광막한 사르가소 바다는 남성과 여성 사이에서 관계의 힘, 그리고 포스트식민주의적인 주제(인종차별, 이주와 동화 등) 에 관해 탐구한다.
진 리스는 이전작인 굿모닝, 미드나잇 이 1939년에 출판된 후 한동안 대중의 호응을 받지 못했다. 그녀는 굿모닝, 미드나잇과 광막한 사르가소 바다 사이에 다른 소설들을 발표했으나, 광막한 사르가소 바다의 출판은 진 리스로 하여금 다시 대중 앞에 설 수 있게 해주었으며, 그녀가 발표한 작품 중 상업적으로 가장 큰 수익을 낸 작품이 된다.

## 플롯
자메이카라는 공간적 배경에서 시작에서 시작되는 이 소설은 1834년 8월 1일 대영제국에서 1833년 노예 폐지 법 (Slavery Abolition Act 1833) 이  통과된 직후에 대한 이야기를 다룬다. 주인공 앙투아네트는 어린 시절부터 영국 귀족의 자제 로체스터와의 중매 결혼까지, 그녀의 삶의 이야기를 들려준다.
소설은 크게 세 부분으로 나뉜다.
제 1부는 자메이카의 설탕 농장인 쿨리브리(Coulibri)에서 어린 시절을 보낸 앙투아네트의 이야기가 1인칭 시점으로 서술된다. 한때 그녀의 가족은 부자였으나 노예 제도 폐지 이후 가세가 기울고 가난에 빠진다. 그리고 앙투아네트의 어머니 아네트(Annette)는 그녀의 이러한 현실을 이용하려는 부유한 영국인 메이슨(Mason) 과 재혼해야 하는 상황에 처한다. 과거 노예의 소유주였던 이들이 다시 번영하자,  화가 난 쿨리브리의 해방 된 노예들은 아네트의 집을 불 태워 앙투아네트의 지적장애를 가진 동생인 피에르(Pierre)를 살해한다. 아네트는 아들을 잃은 슬픔으로 인해 그전보다 더욱 더 정신적으로 피폐해지게 된다. 아네트는 메이슨에 의해 자신을 죽을 때까지 괴롭히는 부부와 함께 살도록 그녀를 보내고 앙투아네트는 어머니를 다시 보지 못하게 된다.
제 2부는 도미니카의 그랑부아 (Granbois)로 신혼 여행을 떠나는 동안 앙투아네트와 남편의 관점을 번갈아 가며 보여준다. 앙투아네트의 사생아 이복오빠라고 주장하는 다니엘의 이간질로 인해 앙투아네트와 남편이 서로를 의심 하면서 갈등이 전개된다. 그는 앙투아네트의 명성과 정신 상태를 자극하면서 누설하지 않는 것을 조건으로 금전적 요구를 한다. 앙투아네트를 어린 시절부터 돌봐온 크리스토핀은 이러한 로체스터(남편)을 불신한다. 로체스터가 앙투아네트의 가족과 그녀의 과거에 대한 이간질을 믿게 되면서 상황은 악화된다. 로체스터는 부부관계에 있어 성실하지 않게 되고 앙투아네트를 정서적으로 학대하게 된다. 그는 그녀의 실제 이름 대신에 버사(Bertha)라는 이름으로 부르게 되고, 그녀에게 정서적으로 고통을 안겨주기 위해 그녀 앞에서 일어나는 일들을 과시한다. 앙투아네트의 편집증이 증가하면서 결혼의 실패에 대한 실망감으로 인해 이미 불안정한 정신적, 정서적 상태가 더욱 불균형해지게 된다. 결국 그녀는 자신을 키운 여종 크리스토핀의 집으로 도망치게 된다. 앙투아네트는 크리스토핀에게 마지 못해 남편의 사랑에 불을 붙이기 위해 오베아(obeah) 물약을 달라고 간청한다. 앙투아네트는 집으로 돌아 왔지만 사랑의 묘약은 남편에게 독처럼 작용하게 되고, 그 후 그는 크리스토 핀의 도움을 거절하고 그녀를 영국으로 데려간다.
제 3부는 이 소설에서 가장 짧은 부분을 차지한다. 3부는 남편에 의해 버사라고 불리며 손필드 홀(Thornfield Hall)의 다락방에 갇혀지내는 삶을 보여준다. 그녀를 보호하는 임무를 맡은 하인 그레이스 풀과 그녀의 관계 및 감금되면서 망가진 그녀의 삶이 드러난다. 로체스터는 그녀에게 더 많이 오겠다는 약속을 하지만 지키지 않는다. 그는 가정교사 여성과의 새로운 삶을 꾸리려고 하는 것이었다. 앙투아네트는 이에 분노하였으며, 자신이 감금되었다는 사실을 전혀 이해하지 못한다. 그녀는 결국 자신의 탈출을 적극적으로 돕지 않는 그녀의 이복오빠 리차드를 칼로 위협하기에 이른다. 의식의 흐름 속에서 자신의 생각을 표현하는 앙투아네트는 집을 휩쓸고 있는 불길을 꿈꾸며 그곳에 있는 삶에서 자유를 누리며 비전을 성취하는 것이 그녀의 운명이라고 믿게된다. 꿈에서 깨어난 그녀는 방을 벗어나 불을 지피고 죽음에 이른다.

## 같이 보기
- 사르가소해